# Megaphobema robustum
Megaphobema robustum là một loài nhện trong họ Theraphosidae.
Loài này thuộc chi Megaphobema. Megaphobema robustum được miêu tả năm 1875 bởi Ausserer.

## Hình ảnh

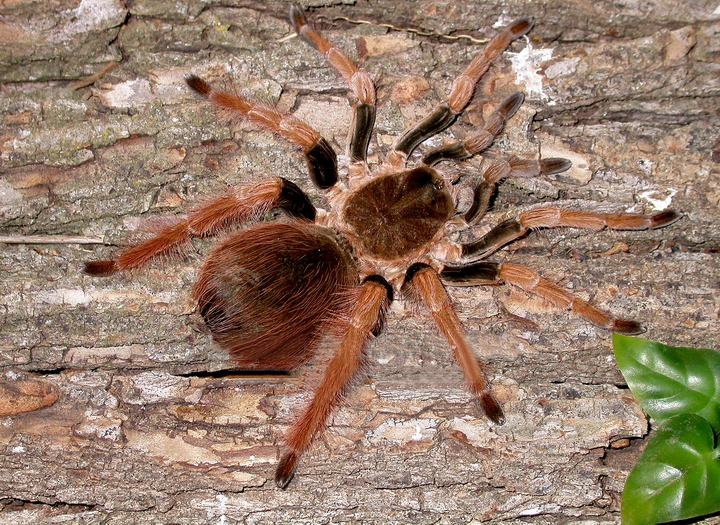
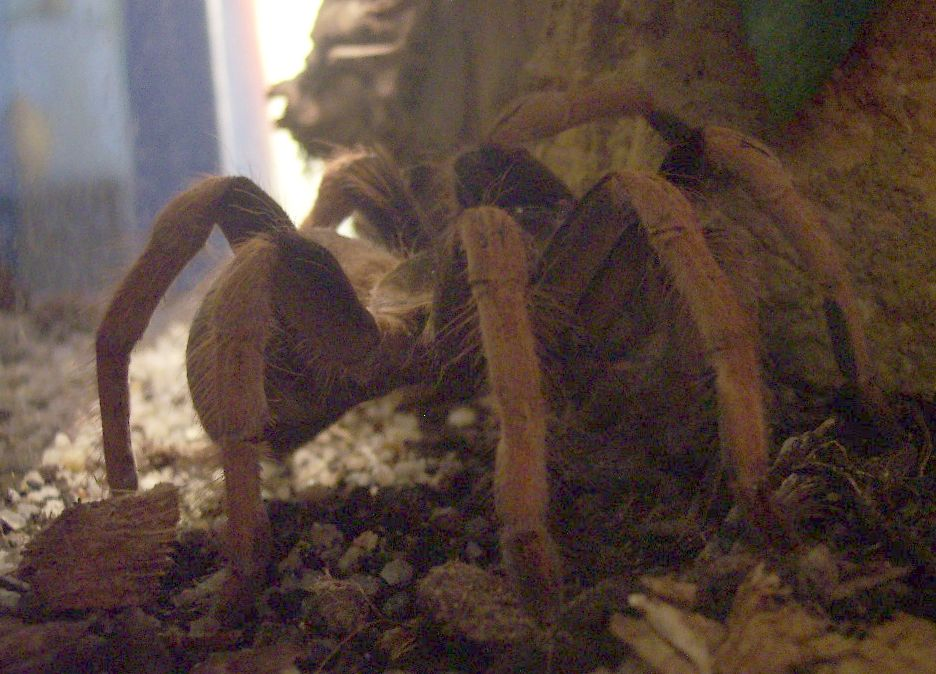